# Койшигулов, Ахмеджан
Ахмеджа́н Койшигу́лов (каз. Ақметжан Қойшығұлов, 1905, Темирский уезд, Уральская область, Российская империя — 17 августа 1983, Алма-Ата, Казахская ССР, СССР) — советский казахский политический и общественный деятель.

## Биография
Родился в 1905 году на территории Темирского уезда Уральской области (ныне — Уилский район Актюбинской области Казахстана).
Член КПСС с 1932 года.
В 1925-1926 годах служил в рядах Красной Армии.
В 1926-1929 годах — народный следователь Уилского района. В 1929-1938 годах работал в органах безопасности.
В 1938-1943 годы — председатель облисполкома Южно-Казахстанской области, народный комиссар транспорта Казахской ССР, заместитель председателя Комитета народного контроля Казахской ССР.
В 1943-1947 годах — секретарь ЦК ВКП(б) Казахской ССР. В 1947-1954 годах — председатель облисполкома Кзыл-Ординской области.
Заместитель министра коммунального хозяйства Казахской ССР, заместитель начальника управления водного хозяйства Совета Министров Казахской ССР. 
Награждён орденами Трудового Красного Знамени (05.11.1940, «в связи с 20-летним юбилеем Казахской ССР, за достижения в развитии промышленности, сельского хозяйства, науки и искусства»), Отечественной войны I степени, Красной Звезды, «Знак Почета», медалями.
Скончался 17 августа 1983 года, похоронен на Центральном кладбище Алма-Аты.